# Bach-Schelfeis
Koordinaten: 72° 0′ S, 72° 0′ W
Das Bach-Schelfeis (in Chile Barrera de Hielos Flores, spanisch für Flores-Eisbarriere) ist ein unregelmäßig geformtes, antarktisches Schelfeis mit einer Ausdehnung von etwa 72 km, das vor der Südküste der Alexander-I.-Insel im Bach Inlet liegt. Die seewärtige Kante des Schelfeises ist als Bach-Eisfront separat beschrieben.
Kartenmaterial, das im Zuge der United States Antarctic Service Expedition (1939–1941) anhand von Vermessungsarbeiten vor Ort und mithilfe von Luftaufnahmen entstand, verzeichnet an der heutigen Position des Schelfeises eine kleine Bucht. Eine exaktere Positionsbestimmung nahm der britische Geograph Derek Searle vom Falkland Islands Dependencies Survey im Jahr 1960 anhand von Luftaufnahmen der US-amerikanischen Ronne Antarctic Research Expedition (1947–1948) vor. Das UK Antarctic Place-Names Committee benannte das Schelfeis nach dem deutschen Komponisten Johann Sebastian Bach (1685–1750). Namensgeber der chilenischen Benennung ist der Geologe Eusebio Flores Silva, ein Teilnehmer an der 1. Chilenischen Antarktisexpedition (1946–1947) auf dem Schiff Angamos.